# لیونل فاینینگر
لیونل فاینینگر (انگلیسی: Lyonel Feininger; ۱۷ ژوئیهٔ ۱۸۷۱ – ۱۳ ژانویهٔ ۱۹۵۶) نقاش، و هنرمند برجسته آلمانی آمریکایی سبک هیجان‌نمایی (اکسپرسیونیسم) بود.

## زندگی
لیونل فاینینگر در تاریخ ۱۷ ژوئیه ۱۸۷۱ در شهر نیویورک به دنیا آمد. پدرش کارل یک آهنگساز و نوازنده ویولن آلمانی آمریکایی و مادرش الیزابت خواننده آمریکایی بود. در ۱۶ سالگی به آلمان رفت و به یادگیری نقاشی پرداخت و سپس در پاریس آموخته‌های خویش را تکمیل کرد. وی با کشیدن کاریکاتور نیز با مجلات همکاری می‌کرد.
در حراج کریستی سال ۲۰۰۱ در لندن یکی از آثار نقاشی فاینینگر به نام پل سبز با قیمت ۲٫۴۲ میلیون پوند به فروش رفت.